# Preševski muftiluk
Preševski muftiluk, muftijstvo Mešihata Islamske zajednice u Srbiji koje djeluje na području Srbije. No, duhovno je vezano sa Prištinu zbog zajedničkog jezika i kulture. Sjedište muftijstva je u Preševu, većinski albanskom gradu.

## Organizacija
Muftiluk pokriva prostor Preševske doline na jugu Srbije, gdje žive uglavnom albanski muslimani. Podijeljen je u tri medžlisa: Medveđa, Bujanovac i Preševo, koji su dalje podijeljeni na džemate. Džemati čine najmanje organizacione jedinice Islamske zajednice.  
Na području Preševskog muftiluka, u Preševu, nalazi se i jedan od dva odjela Medrese Gazi Isa-beg iz Novog Pazara.

## Vanjske poveznice
- Islamska zajednica u Srbiji